# Ústrašín
Ústrašín település Csehországban, a Pelhřimovi járásban. Ústrašín Ondřejov, Nová Cerekev, Libkova Voda, Božejov és Střítež településekkel határos. Lakosainak száma 263 fő (2024. január 1.).

## Népesség
A település lakosságának változását az alábbi diagram mutatja:
| Lakosok száma | 374  | 336  | 338  | 261  | 208  | 180  | 243  | 253  | 269  | 263  |
|               | 1869 | 1890 | 1921 | 1950 | 1980 | 2001 | 2017 | 2019 | 2022 | 2024 |